# Берингов баклан
Берингов баклан (лат. Urile pelagicus) — птица семейства баклановых. Ранее классифицировался в роде Phalacrocorax.

## Внешний вид
- Длина тела самцов — 63 — 76 см, самок — 72 — 77 см.
- Размах крыльев — 110 см.
- Длина крыла 26,6 — 29,1 см.
- Длина клюва 4,8 — 5,6 см. Клюв тоньше, чем у большого и краснолицего бакланов.
- Вес около 1,5 — 1,6 кг.
- Первостепенных маховых перьев — 11.
- Хвост округлый, состоит из 12 рулевых перьев.

Оперение чёрное с металлическим блеском, голая кожа у основания клюва тёмно-пурпурная. На темени и затылке пучки удлинённых перьев. Молодые птицы тёмно-коричневые, брюшко у них чуть светлее. Голые участки кожи по бокам головы незначительных размеров. Оперение на лицевых частях доходит до ноздрей и верхнего края глаз, так что образуется голое полукольцо, охватывающее глаз снизу. У старых птиц образуется узкое голое кольцо вокруг глаза.

### Окрас
- Пуховой птенец тёмно-серый.
- Гнездовой наряд: все оперение бурое, светлее на голове и шее и с едва заметным зеленоватым металлическим блеском на спинной стороне тела, за исключением головы и шеи. Перья тела с узкими тёмными предвершинными и светлыми вершинными окаймлениями. Клюв и ноги буроватые.
- Первый брачный наряд: тёмно бурый со слабым металлическим зеленым блеском на спинной и брюшной сторонах тела. Голова и шея бурые, без блеска, с мелкими белыми крапинками, образуемыми белыми вершинами отдельных перьев.
- Первый зимний наряд: металлический блеск развит сильней, чем в первом брачном наряде. Перьях спины имеют более темные окаймления перьев. Голова и шея тёмно бурые со слабым синеватым блеском, кое-где на голове и шее имеются ещё оставшиеся перья с белыми вершинами.
- Послебрачный наряд (взрослая птица): оперение чёрное с сильным металлическим блеском. Голова, нижняя часть шеи, спина, поясница, зоб и вся брюшная сторона тела — с зелёным блеском, верхняя часть шеи — с синевато-фиолетовым, кроющие крыла с зеленовато-бронзовой и с тёмной каймой отдельных перьев. Маховые, рулевые и подхвостье чёрные со слабым, едва заметным зелёным блеском. Клюв черный, только у основания нижней челюсти желтый. Ноги черные. Радужина зеленая. Голая кожа вокруг основания клюва и глаза черная, испещренная желтовато-красными бородавками.
- Брачный наряд (взрослая птица): на шее, боках, зобе, на нижней части спины, пояснице и на бедрах удлинённые узкие белые перья. На голове (на затылке и темени) хорошо заметны 2 хохла из чёрных перьев.

Последовательность смены нарядов — как у большого баклана. В году две линьки: частичная предбрачная — с декабря по январь и полная послебрачная с июля по октябрь — ноябрь. Молодые птицы надевают взрослое оперение на третьем году жизни. Линька маховых перьев идет постепенно от внутренних к наружным, рулевые сменяются от центральных к крайним.

## Распространение
Обитает на западном побережье Северной Америки от Аляски и Алеутских островов до Нижней Калифорнии, на Тихоокеанском побережье Евразии от о. Врангеля и Чукотки до Курильских островов, Сахалина и северной части Японских островов.

### Систематика
Различают два подвида по размерам и образу жизни:
1. Западный берингов баклан Urile pelagicus pelagicus Pallas, 1811 — азиатское побережье с прилежащими островами, Аляска и леутские острова. По азиатскому материку распространён от о. Врангеля на Чукотском полуострове по побережью и прилежащим островам до Камчатки; северные и северо-западные берега Охотского моря — Пенжинская и Гижигинская губа, Шантарские острова, Командорские, Курильские острова, Сахалин, Япония (Хоккайдо и залив Аомори). В Северной Америке — Аляска от заливов Нортон и Коцебу. Прибыловы острова, остров Святого Лаврентия и другие острова в Беринговом море, Алеутские острова, остров Кадьяк и тихоокеанское побережье Северной Америки к югу до острова Ванкувера.
2. Urile pelagicus resplendens Аugubon, 1838 — Северная Америка от Вашингтона до мыса Сан-Лукас в Нижней Калифорнии и Мазатлана в северной Мексике.

### Численность
В очень большом количестве встречается по северному побережью Чукотки; на Анадыре обычен и местами многочисленный. Обычен на Камчатке, у Гижиги многочисленный, но на Шантарских островах и в Приморье бакланов мало. Многочисленный на Командорах. До 1876 года на Командорских островах наблюдалось очень большое количество птиц, но зимой 1876—77 года птицы гибли тысячами вследствие неизвестной эпизоотии. На следующее лето птиц было мало, но через
5 лет они вновь стали многочисленны. На Алеутской и Курильской гряде обыкновенен и на некоторых островах птица многочисленна. В Японии обычна.

## Образ жизни
На севере распространения большей частью перелётная, на юге — оседлая птица. Гнездится колониями на скалистых обрывах, часто совместно с другими видами птиц. Осенью птицы держатся у мест гнездовий очень долго — до полного покрытия льдом морей. Весной к местам гнездовий птицы прилетают как только начинается движение льдов и появляются открытые водные пространства.
Питается рыбой, за которой летает далеко в открытое море (отсюда его латинское название — пелагический баклан). Подобно другим бакланам, копчиковая железа у него находится в рудиментарном состоянии, поэтому вернувшись на берег, он подолгу сушит крылья в характерной для всех бакланов позе. По земле передвигается неуклюже.

### Размножение
Половая зрелость наступает в возрасте около 2 лет, когда птицы ещё не надели последний наряд. Обычно гнездятся колониями, изредка отдельными парами среди колоний других птиц. Колонии различных размеров от нескольких пар до нескольких сотен и тысяч. Не все птицы, прилетевшие к местам гнездовий, приступают к размножению. Холостые птицы держатся близ колоний, проводя весь день в море и прилетая на скалы только для отдыха и ночлега.
Гнёзда устраивает в трещинах, расщелинах, на карнизах и уступах утёсов и скал с тем расчётом, чтобы волны не могли их достать. Гнездо больших размеров, широкое, сделано из водорослей, мха, травы и других растений. Обычно гнёзда служат в течение нескольких лет. Все места расположения гнёзд испачканы экскрементами птиц.
В кладке обычно 3—4 яйца, реже 2—5, иногда 6—7 яиц. Яйца продолговато-овальной формы, только что отложенные — голубого цвета, позже скорлупа покрывается сверху белым известковым слоем. Размер яйца от 53,3 × 35 до 63 × 41 мм. Насиживание длится около трёх недель (26 дней). В насиживании принимают участие оба родителя. Птенцы вылупляются совершенно голыми, но вскоре покрываются тёмно-серым пухом. Живут птицы до 18 лет.

### Численность
Численность вида высокая. Один из самых многочисленных обитателей птичьих базаров на севере Тихого океана.

### Питание
Питается птица исключительно рыбой.